# Estadi de la Cartuja
L'Estadi de la Cartuja és un estadi multiús pròxim a la ciutat de Sevilla, capital de la comunitat autònoma d'Andalusia, a Espanya. La meitat del terreny és al municipi veí de Santiponce.
És a l'Illa de La Cartuja, lloc d'emplaçament del centenari Monestir de la Cartuja (d'on prové el nom), prop d'on va tenir lloc l'Exposició Universal de Sevilla 1992 i també del parc temàtic Isla Mágica. Té una capacitat de 57.619 espectadors i va ser dissenyat seguint tots els criteris del Comitè Olímpic Internacional amb vista a acollir els Jocs Olímpics de 2004. Tot i que no li van ser concedits aquests jocs, l'administració el segueix anomenant Olímpic.
L'estadi és administrat per la Sociedad Estadio Olímpico de Sevilla S.A., composta per la Junta d'Andalusia (40% de la propietat), el Govern nacional d'Espanya (25%); l'Ajuntament de Sevilla (19%), la Diputació de Sevilla (13%) i un 3% repartit a prorrata entre els dos clubs de futbol de la ciutat: el Reial Betis i el Sevilla FC i les caixes d'estalvi El Monte de Piedad i Caja San Fernando.

## Història
L'estadi va ser inaugurat pels reis d'Espanya el 5 de maig de 1999 en un partit de futbol que va enfrontar les seleccions d'Espanya i Croàcia, amb resultat de 3-1. El 20 d'agost de 1999 va albergar la inauguració del 7é Campionat del Món d'Atletisme de la IAAF.
La idea de la Sociedad Estadio Olímpico de Sevilla S.A. era que una vegada finalitzat el Campionat del Món d'Atletisme es produís el trasllat dels dos grans clubs de la ciutat, Reial Betis i Sevilla FC, de manera que el fessin servir com seu l'estadi alternant una setmana els seguidors de l'un i l'altre club com es fa en diversos estadis italians, compromís que ambdós clubs havien signat a l'entrar a formar part d'aquesta societat.
Però la negativa dels afeccionats al trasllat ha motivat que avui dia l'Estadi de la Cartuja és infrautilitzat, no s'hi passa res en mitjana uns 313 dies a l'any.

## Esdeveniments esportius
En aquest recinte s'han fet diversos partits de futbol, entre els quals destaquen la final de la Copa de la UEFA entre el Celtic FC i FC Porto el 2003, les finals de la Copa del Rei entre el València CF i l'Atlètic de Madrid el 1999 i entre el Celta de Vigo i Real Zaragoza el 2001, dos partits amistosos de la selecció espanyola i altres de la selecció andalusa.
Així mateix destaca entre tots els esdeveniments celebrats aquell per al propòsit del qual va ser construït i dissenyat l'estadi, el Campionat del Món d'Atletisme de la IAAF el 1999. En aquest esport s'han celebrat també diverses reunions i meetings a nivell nacional i internacional.
També va acollir el partit de tennis de la Final de la Copa Davis 2004. Per a aquest esdeveniment es va aprofitar la grada d'una de les corbes de l'estadi i es va muntar una grada provisional per acabar d'envoltar el camp i també una coberta. En aquest partit es va obtenir el rècord del món d'assistència a un partit de tennis.
L'Estadi de la Cartuja acull també concerts musicals amb certa assiduïtat.